# Шигура Йосип Іванович
Йо́сип Іва́нович Шигу́ра  (1719, Київ — 1790, Київ) — український іконописець і маляр.
Навчався у Київській Академії; з 1740 мандрував по Західній Європі; гравер Шлевен за його малюнком виконав для Київської Академії «Тезис» з постаттю святої Варвари. З 1750-их pp. Шигура жив у Києві і працював для Митрополичого дому, Києво-Печерської Лаври та Софійського собору, малював ікони.